# دینا کرک
دِینا کرک (به انگلیسی: Dana Kirk) (زادهٔ ۲۳ ژوئن ۱۹۸۴) شناگر اهل ایالات متحده آمریکا است.